# Большая Иховалжа
Большая Иховалжа — населённый пункт Красноборского района Архангельской области. Входит в состав Куликовского сельского поселения.

## География
Деревня Большая Иховалжа находится на правом берегу реки Уфтюга, правого притока Северной Двины, и расположена в 20 км к северо-востоку от села Верхняя Уфтюга и в 65 км от райцентра в селе Красноборск. До Архангельска — 921 км.

## Население
| 2002 | 2010 |
| ---- | ---- |
| 0    | →0   |

## История
Деревня известна с середины XVI века в составе Двинской трети Устюжского уезда. С XVIII века — в составе Архангелогородской губернии России.

## Этимология
Топооснова «иха» (ihа) восходит к финским языкам, переводится как, «весёлая, хорошая, радостная, красивая». И «валжа» (valga, valka) в балтийских языках — «небольшой ручей, ручей, бегущий по болоту; небольшая река, родник».
Отсюда, Иховалжа может означать — весёлый ручей, бегущий по болоту или небольшая, красивая речка, ручей.